# Желкуарское водохранилище
Желкуарское водохранилище (каз. Желқуар бөгені) — водохранилище в Казахстане на территории Житикаринского района Костанайской области. Построено в 1964 году на реке Желкуар для обеспечения водой город Житикара. Объём водохранилища — 32,2 млн м³, полезный объём — 28,2 млн м³. Отметка уреза воды при нормальном подпорном уровне — 247 метров над уровнем моря. Площадь поверхности — 7,7 км².
Образовано в 1965 году. Проектный объём составлял 34 млн м³, проектный полезный объём — 30 млн м³.
В водах Желкуарского водохранилища обитают плотва сибирская, линь, щука обыкновенная, речной окунь, осуществляется их лов.